# Quận Hancock, West Virginia
Quận Hancock là một quận thuộc tiểu bang West Virginia, Hoa Kỳ. Theo điều tra dân số năm 2000 của Cục điều tra dân số Hoa Kỳ, quận có dân số 32.667 người 2. Quận lỵ đóng ở New Cumberland 6

## Địa lý
Theo Cục điều tra dân số Hoa Kỳ, quận có tổng diện tích km2, trong đó có km2 là diện tích mặt nước.

## Thông tin nhân khẩu
Theo điều tra dân số 2 năm 2000, quận đã có dân số 32.667 người, 13.678 hộ gia đình, và 9.506 gia đình sống trong quận hạt. Mật độ dân số là 394 người trên một dặm vuông (152/kmТВ). Có 14.728 đơn vị nhà ở với mật độ trung bình là 178 trên một dặm vuông (69/kmТВ). Cơ cấu dân tộc của cư dân sinh sống ở quận này bao gồm 96,42% người da trắng, 2,30% da đen hay Mỹ gốc Phi, 0,12% người Mỹ bản xứ, 0,35% châu Á, Thái Bình Dương 0,01%, 0,12% từ các chủng tộc khác, và 0,69% từ hai hoặc nhiều chủng tộc. 0,74% dân số là người Hispanic hay Latino thuộc một chủng tộc nào.
Có 13.678 hộ, trong đó 26,40% có trẻ em dưới 18 tuổi sống chung với họ, 54,70% là đôi vợ chồng sống với nhau, 10,70% có nữ hộ và không có chồng, và 30,50% là không lập gia đình. 26,60% hộ gia đình đã được tạo ra từ các cá nhân và 12,50% có người sống một mình 65 tuổi hoặc cao tuổi hơn. Cỡ hộ trung bình là 2,36 và cỡ gia đình trung bình là 2,83.
Trong quận, dân số đã được trải ra với 20,80% dưới độ tuổi 18, 7,20% 18-24, 27,10% 25-44, 26,40% từ 45 đến 64, và 18,40% từ 65 tuổi trở lên đã được những người. Độ tuổi trung bình là 42 năm. Đối với mỗi 100 nữ có 92,40 nam giới. Đối với mỗi 100 nữ 18 tuổi trở lên, đã có 89,40 nam giới.
Thu nhập trung bình cho một hộ gia đình trong đã đạt mức USD 33.759, và thu nhập trung bình cho một gia đình là USD 40.719. Phái nam có thu nhập trung bình USD 34.813 so với 19.100 USD của phái nữ. Thu nhập bình quân đầu người là 17.724 USD. Có 9,00% gia đình và 11,10% dân số sống dưới mức nghèo khổ, bao gồm 16,10% những người dưới 18 tuổi và 7,10% của những người 65 tuổi hoặc hơn.